# 2073 Janáček
2073 Janáček è un asteroide della fascia principale. Scoperto nel 1974, presenta un'orbita caratterizzata da un semiasse maggiore pari a 2,7170998 UA e da un'eccentricità di 0,1110600, inclinata di 2,96496° rispetto all'eclittica.
È intitolato al musicista ceco Leoš Janáček.